# ヘクスター郡
ヘクスター郡 (ドイツ語: Kreis Höxter) は、ドイツ連邦共和国ノルトライン＝ヴェストファーレン州最東部に位置する郡であり、デトモルト行政管区（オストヴェストファーレン＝リッペ地方）に属している。郡庁所在都市はヘクスターである。人口密度は、2013年末現在 119人であり、ノルトライン＝ヴェストファーレン州で最も人口密度の低い郡である。

## 地理

### 隣接する郡
ヘクスター郡は、北東から時計回りに、ホルツミンデン郡とノルトハイム郡（ともにニーダーザクセン州）、カッセル郡とヴァルデック＝フランケンベルク郡（ともにヘッセン州）、ホーホザウアーラント郡、パーダーボルン郡、リッペ郡（いずれもノルトライン＝ヴェストファーレン州）と境を接している。

## 歴史
本郡は、1975年1月1日の地域再編により、旧ヘクスター郡と当時のヴァールブルク郡とが合併して成立した。郡域は、歴史的にはパーダーボルン司教領のオーバーヴァルディッシャー地域とコルヴァイ修道院領にあたる。

## 行政

### 郡議会
2020年9月13日の選挙結果に基づく議席配分は以下の通りである。この選挙の投票率は 59.79 % であった。
| 政党名            | 得票率 (%) | 議席数 |
| ----------------- | ---------- | ------ |
| CDU               | 46.6       | 22     |
| SPD               | 18.1       | 8      |
| Grünen            | 14.4       | 7      |
| UWG / CWG         | 6.4        | 3      |
| FDP               | 4.9        | 2      |
| AfD               | 4.4        | 2      |
| Bürger für Höxter | 2.9        | 1      |
| Die Linke         | 1.8        | 1      |
| PARTEI            | 0.5        | 1      |
| 計                | 100        | 46     |

### 郡長
- 1973–1989 アレックス・ブルンベルク (CDU)
- 1989–1994 カール・シュナイダー (CDU)
- 1994–1996 フランツ＝ヨーゼフ・テーネ (CDU)
- 1996–2009 フーベルトゥス・バックハウス (CDU)
- 2009–2020 フリートヘルム・シュピーカー (CDU)[4]
- 2020- ミヒャエル・シュティッケルン (CDU)[5]

### 紋章
新たに創設された他の多くの郡と同様にヘクスター郡も、かつての紋章と、それに旧ヴァールブルク郡の紋章を組み合わせた新しい紋章を有している。現在の紋章の図柄は以下の通りである: 銀（白）地に青いユリ。その上部は青い波帯で仕切られており、上部は金（黄色）地に端から端まで貫く赤い十字。

## 経済と社会資本

### 交通

#### 道路
ヘクスター郡は、連邦道 B7、B64、B83、B239、B241、B252号線および連邦アウトバーン A44号線で結ばれている。

#### 鉄道
ヴェストファーレン王立鉄道会社は、1851年に現在のハム - ヴァールブルク線をカッセルから来たフリードリヒ＝ヴィルヘルム北線と接続させた。この路線はアルテンベーケンへ延長された。ここからヘクスターへのエッゲ鉄道が分岐し、ホルツミンデンでブラウンシュヴァイク鉄道と接続した。また、1878年からオットベルゲンがゲッティンゲンやノルトハイムに至るゾリング鉄道の始点となった。
1872年から、郡域の西端をハノーファー - アルテンベーケン鉄道が通っている。南部は、ベルギッシュ＝メルキッシェ鉄道会社の鉄道網が広がっている。1873年に開通したヴァールブルクから　ブリーロン・ヴァルト - ハーゲン方面へ向かうオベーレ・ルールタール鉄道は、1876年にシェルフェーデでホルツミンデンからヴェールデンを経由する路線と接続した。
プロイセン邦有鉄道はその後、以下の2本の路線を運営している。
- 1890年　ヴァールブルクから、ヘッセン＝ナッサウ州のフォルクマールゼン
- 1895年　アルテンベーケン近郊のヒンミヒハウゼンからリッペ侯国のデトモルト

全長 172 km 中、以下の 54 km で旅客運行が廃止され、後に撤去された。
- 1967年　ヴァールブルク - ヴェルダ - フォルクマールゼン (12 km)
- 1984年　ホルツミンデン - リュヒトリンゲン＝シュタインクルーク - フュルステンベルク - ヴェールデン - ベーヴェルンゲン - ダールハウゼン - シェルフェーデ (42 km)

#### 空港と飛行場
ヘクスター＝ホルツミンデン飛行場はヘクスター郡唯一の交通用飛行場である。最寄りの交通用空港はパーダーボルン/リップシュタット空港、カッセル＝カルデン空港、ハノーファー＝ランゲンハーゲン空港である。

### 健康
| 病院 | 所在地                           | 病床数                                                       |
| --- | -------------------------------- | ------------------------------------------------------------ |
| 聖アンスガーおよび聖ローフス病院ヘクスター＝シュタインハイム カトリック病院協会ヴェーザー＝エッゲ (KHWE) に所属         | ヘクスター, シュタインハイム     | 480床 このうち 374 床がヘクスター、106 床がシュタインハイム  |
| 聖ヨーゼフおよび聖ヴィンチェンツ病院バート・ドリーブルク＝ブラーケル カトリック病院協会ヴェーザー＝エッゲ (KHWE) に所属 | バート・ドリーブルク, ブラーケル | 345, このうち 219床がバート・ドリーブルク、126床がブラーケル |
| 聖ペトリ病院ヴァールブルク 2008年からレーン＝クリニークムAGに所属、それ以前はヴァールブルク病院目的連合に所属した       | ヴァールブルク                   | 153床                                                        |
| | 計                               | 978床                                                        |

聖ペトリ病院ヴァールブルクは2013年秋にヒュッフェルト通りの新病院に移転した。第1期建築部分の投資額は約 3,300万ユーロであった。

## 市町村
ヘクスター郡は、10市で構成されている。郡庁所在都市ヘクスターは、中規模郡所在都市に位置づけられている。以下の表は郡内の市を2023年12月31日現在の人口および面積とともにアルファベット順に示している。
| 市                       | 市                   | 人口 (人) | 面積 (km2) | 人口密度 (人/km2) |                        |
| ------------------------ | -------------------- | --------- | ---------- | ----------------- | ---------------------- |
| バート・ドリーブルク市   | Bad Driburg, Stadt   | 19,496    | 115.07     | 169               | ヘクスター郡の行政地図 |
| ベーヴェルンゲン市       | Beverungen, Stadt    | 13,277    | 97.84      | 136               | ヘクスター郡の行政地図 |
| ボルゲントライヒ市       | Borgentreich, Stadt  | 8,673     | 138.76     | 63                | ヘクスター郡の行政地図 |
| ブラーケル市             | Brakel, Stadt        | 16,310    | 173.74     | 94                | ヘクスター郡の行政地図 |
| ヘクスター市             | Höxter, Stadt        | 28,749    | 157.89     | 182               | ヘクスター郡の行政地図 |
| マリーエンミュンスター市 | Marienmünster, Stadt | 4,913     | 64.35      | 76                | ヘクスター郡の行政地図 |
| ニーハイム市             | Nieheim, Stadt       | 6,189     | 79.79      | 78                | ヘクスター郡の行政地図 |
| シュタインハイム市       | Steinheim, Stadt     | 12,643    | 75.68      | 167               | ヘクスター郡の行政地図 |
| ヴァールブルク市         | Warburg, Stadt       | 23,336    | 168.71     | 138               | ヘクスター郡の行政地図 |
| ヴィレバートエッセン市   | Willebadessen, Stadt | 8,297     | 128.14     | 65                | ヘクスター郡の行政地図 |

2011年のバーテルスマン協会の人口予測によれば、2030年のヘクスター郡はノルトライン＝ヴェストファーレン州で最も年齢の高い行政地区になると予測されている。人口の約 50 % が 52歳以上となる。
デア・シュピーゲルの2014年5月29日付けの記事によれば、ヘクスター郡の人口は2012年に約 4.83 % 減少した。

## 引用
1. 1 2  Bevölkerung der Gemeinden Nordrhein-Westfalens am 31. Dezember 2023 – Fortschreibung des Bevölkerungsstandes auf Basis des Zensus vom 9. Mai 2011
2. ↑  連邦統計局（編）: Historisches Gemeindeverzeichnis für die Bundesrepublik Deutschland. Namens-, Grenz- u. Schlüsselnummernänderungen bei Gemeinden, Kreisen u. Reg.-Bez. vom 27.5.1970 bis 31.12.1982. Kohlhammer, Stuttgart/Mainz 1983, ISBN 3-17-003263-1, pp. 323 - .
3. ↑  “Kreistagswahl Kreis Höxter 13.09.2020”. 2023年1月5日閲覧。
4. ↑  “Landratswahl Kreis Höxter 30.08.2009”. 2023年1月5日閲覧。
5. ↑  “Landratswahl Kreis Höxter 13.09.2020”. 2023年1月5日閲覧。
6. ↑  Heraldry of the world - Höxter (kreis)（2015年1月4日 閲覧）
7. ↑  Statistische Ämter des Bundes und der Länder - Gemeindeverzeichnis Online（2015年1月5日 閲覧）
8. ↑  Neue Westfälische: Studie: 2030 hat Höxter die älteste NRW-Bevölkerung